# 浜田港
浜田港（はまだこう）は、島根県浜田市にある港湾。港湾管理者は島根県で、港湾法上の重要港湾、港則法上の特定港に指定されている。 地元では浜田漁港と区別するために商港とも呼ばれている。

## 利用状況

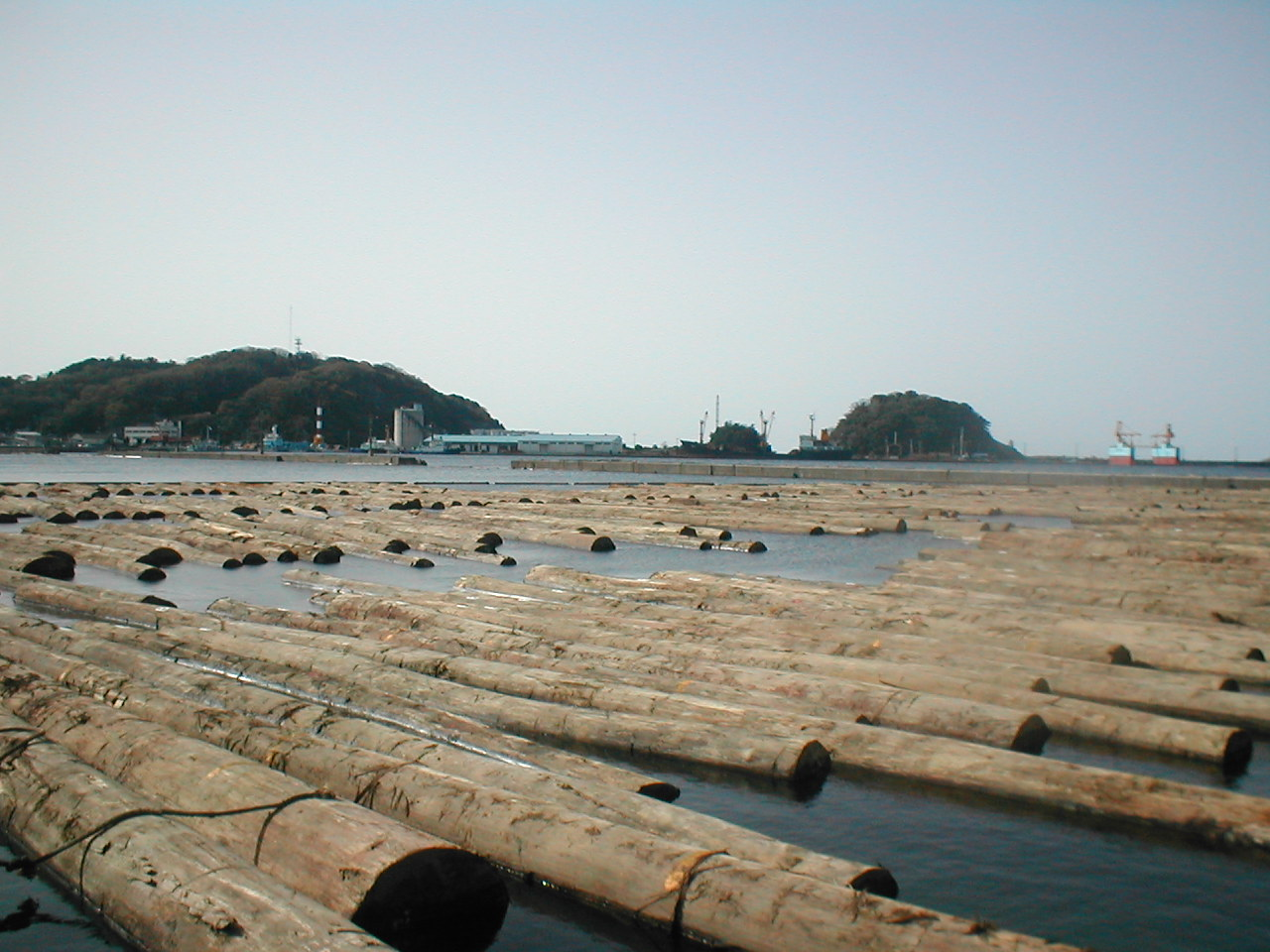
木材置場(2006.4.19撮影)

おもに、ロシアなどからの木材輸入と、セメント、石油類ならびに砂利・砂の国内移入が中心となっている。2001年にはあらたに定期コンテナ航路が韓国・釜山港とのあいだに開設された。
現在は、西側の長浜港と東側の福井港の二つに分かれている。浜田漁港は福井港のさらに東側にある。コンテナ航路は福井港を、木材輸入は両方を使っており、油槽所が長浜港にはある。
港一帯は2016年（平成28年）2月27日にみなとオアシスの登録をしていて、浜田ポートセンター、山陰浜田港公設市場（はまだお魚市場）の2施設を代表施設とするみなとオアシス浜田として観光拠点ともなっている。

## コンテナ航路
- 韓国定期航路（週1便、運航会社：南星海運）

釜山 - 浜田 - 博多 - 大分 - 釜山

## 歴史
浜田港の歴史は、戦国時代から始まっている。

### はじまり
- 1425年（応永32）9月
  - 鬱陵島に逃亡した者を捕らえるために、朝鮮官船が日本海に出向いたところ、暴風に遭遇した。生き残った張乙夫（ちょういっぷ）10人が地元の領主、順都老（じゅんとろう）の保護を得て1ヶ月ほど滞在したのち、有力者早田左衛門大郎の協力を得て、無事朝鮮に送還された。このことで朝鮮は、翌年使者を遣わして順都老に礼物を与えた。これがきっかけに78年間で49回通交をしている。約1年半に一度船が来ていることになる。

#### 主な通交品
- 輸入品
  - 紬・綿布・虎皮・豹（ひょう）皮・人参・松子（しょうし）・清蜜など
- 輸出品
  - 刀剣・朱椀・漉漆（ろくしつ）・蝋燭（ろうそく）・丹木・胡椒など
  - このうち、刀剣・朱椀・漉漆などは長浜あたり生産されたものと考えられる。
  - 丹木・胡椒などの南海産の物資は対馬での交易によったと考えられる。

### 鎖国
だが、幕府の鎖国政策により港の貿易は途絶えた。

### その後の浜田港
- 1896年（明治29年）7月
  - 外国貿易港に指定。
- 1899年（明治32年）8月4日
  - 開港に指定。
- 1955年（昭和30年）8月1日
  - 国鉄の浜田港駅が開設され、西浜田駅とのあいだに山陰本線の貨物支線（浜田港線）が開業[1]。
- 1967年（昭和42年）3月
  - 浜田港の全工事完成。
- 1968年（昭和43年）7月
  - 浜田港に、イギリスの貨物船が初入港。
- 1971年（昭和46年）4月20日
  - 第22回全国植樹祭のために来県した天皇、皇后が浜田港展望地より視察[2]。
- 1982年（昭和57年）11月7日
  - 浜田港駅が廃止される[1]。

## 近隣港湾
- 舞鶴港
- 境港
- 下関港
- 北九州港